# Самойлова, Надежда Васильевна
Надежда Васильевна Самойлова (по мужу Макшеева; 6 (18) января 1818 — 18 (30) марта 1899) — известная русская драматическая и оперная актриса и певица (меццо-сопрано). Также известна как Самойлова 1-я.

## Биография
Поначалу Самойловой 1-й называлась её мать, а Надежда Васильевна называлась Самойлова 2-я, и многие старые артисты Александринки так и продолжали её называть, но «после ухода матери в отставку, с октября 1843 года, Надежда Васильевна значилась Самойловой 1-й, а [её сестра] Вера Васильевна — Самойловой 2-й. Так они и живут в истории русского театра» (цитируется по: Петербургский театральный журнал, № 24, 2001, автор Татьяна Золотницкая).
Принадлежала к знаменитой актёрской семье Самойловых. Дочь Василия Михайловича и Софьи Васильевны Самойловых, сестра Василия Васильевича, Веры Васильевны, Марии Васильевны Самойловых. Её племянники — известные артисты петербургского Александринского театра Николай Васильевич Самойлов 2-й и Павел Васильевич Самойлов, племянница — выдающаяся драматическая актриса Вера Аркадьевна Мичурина-Самойлова.
Вместе с сёстрами окончила пансион для благородных девиц госпожи Ферай. Пению обучалась в Петербургском театральном училище у Ф. Даль-Окки, брала уроки у Рупини. В 1838—1859 годах работала в Александринском театре, дебютировав в роли Веры — водевиль «Матушкина дочка» П. И. Григорьева. Одновременно выступала в операх и драматических постановках.
Петербургский театральный журнал, № 24, 2001, автор Татьяна Золотницкая: «Дом Самойловых, несмотря на строгий патриархальный уклад, был наполнен взаимной любовью, радостью и теплом. Но в 1839 году, когда Вере ещё не минуло пятнадцати, в Финском заливе утонул отец. Жизнь семьи изменилась. Поток гостей, не прекращавшийся при хлебосольном Василии Михайловиче, иссяк. Да и Софья Васильевна, оставшись с дочерьми-девицами: старшей, Любовью, взявшей на себя ведение хозяйства, и младшими — Надей и Верой (другие дети жили своими домами), опасалась новых знакомств и нежелательных визитов. Переехали в квартиру поменьше. Вера и Надежда, уже актрисы, ещё долго жили в одной комнате, где, заткнув уши, учили роли».

Современники рассказывают, что император Николай I настолько ценил эту актёрскую семью, что однажды сам приехал к ним на дачу. 
"А однажды из Елагина Дворца Николай прибыл верхом (без сопровождения) на Крестовский остров, расспросил у лавочника путь к даче, где поселились Самойловы, и несколько минут, гарцуя на коне, беседовал с выбежавшими на балкон Софьей Васильевной и двумя её младшими дочерьми.

Что же до лавочника, то это событие, похоже, стало главным в его жизни: ведь Государь разговаривал с ним с глазу на глаз! По свидетельству В. А. Крылова, «лавочник почувствовал себя маленькою знаменитостью, расписал себе новую вывеску и потом долго рассказывал встречному-поперечному о своём разговоре с царём» (там же).
Поначалу Надежда Самойлова занимала роли амплуа инженю в водевилях. После смерти актрисы В. Н. Асенковой в 1841 году заменила её во многих спектаклях. Она конкурировала с Варварой Асенковой за роли и потому её обвиняют в травле Асенковой, распространении сплетен, что в итоге привело к болезни и ранней смерти Варвары Асенковой.

«Главным действующим лицом в сплетнях вокруг Асенковой стала подруга её детства Надежда Самойлова, соперничавшая с Варенькой на сцене. А для той, с её истерически нервным характером, пересуды и злословие за спиной явились как нож острый… Когда Варвара Николаевна окончательно слегла, все роли перешли к сопернице».
Евдокия Яковлевна Панаева (дочь артиста Александринского театра Я. Г. Брянского, жена писателя Ивана Ивановича Панаева, по второму мужу Головачева, с 1846 около 15 лет была гражданской женой Н. А. Некрасова) писала в своих мемуарах (А.Панаева Воспоминания. — М.: «Захаров», 2002. — 448 с. — ISBN 5-8159-0198-9): 
 «Двух Самойловых и Асенкову мне пришлось видеть впоследствии на сцене. Надежда Васильевна Самойлова-2 и Варвара Николаевна Асенкова были на одном амплуа. Обе были хорошие водевильные актрисы. Гуляя девочками в саду и разговаривая между собой, они тогда, конечно, и не думали, что наступит время, когда между ними возникнет непримиримая вражда». 
Об этом периоде, в частности, рассказывает фильм «Зелёная карета».
Современные критики особо подчёркивали способность актрисы к имитации и пародированию. Самойлова 1-я, Надежда Васильевна // Большая русская биографическая энциклопедия (электронное издание). — Версия 3.0. — М.: Бизнессофт, ИДДК, 2007. пишет о ней: «Исполнение отличалось острой характерностью. Наиболее ярко комедийное дарование проявилось в водевильных и комических ролях с переодеванием. Обладая также даром перевоплощения и имитации, с большим успехом копировала манеру пения итальянской певицы Дж. Гризи, танцы Ф. Эльслер, а в водевиле „Бедовая девушка“ Н. Куликова пародировала французских актрис Л. Вольнис и Ж. Арну-Плесси».
Оперный репертуар: Варвара, 1-я исполнительница («Варвара, ярославская кружевница»), Анна Васильевна, 1-я исполнительница («Староста Борис, или Русский мужичок и французские мародёры»); Гиацинта («Чёрное домино, или Таинственная маска»); Жоржетта («Андорская долина»), Берта («Нюрнбергская кукла»).
С огромным успехом пела на сцене московской Итальянской оперы (опера «Дочь полка»).
Другие роли: Лиза («Лев Гурыч Синичкин» Ленского, 1840), Анета («Комедия с дядюшкой» П. И. Григорьева, 1841), Лелев («Гусарская стоянка» Орлова, 1844), Лизанька («Жених, чемодан и невеста» П. И. Григорьева, 1845), Олинька («Цыганка» Куликова, 1850), Капитанша («Бойкая барыня» Турбина, 1857), Вольская («Средство исправлять женщин» Куликова, 1859). В 1851 году вместе с М. С. Щепкиным выступила в «Любовной почте» и «Солдате-колдуне». Другие партнёры: Павел Петрович Булахов, Семён Степанович Гулак-Артёмовский, Осип Афанасьевич Петров, её брат Василий Васильевич Самойлов. Неоднократно пела п/у К. Н. Лядова.
Вышла замуж за офицера Макшеева, но по законам времени офицеры русской армии не могли официально жениться на актрисах императорских театров, поэтому, чтобы не мешать артистической карьере жены, офицер уволился в отставку.
Оставила сцену в 1859 году, когда водевили, в которых она блистала, стали отходить, уступая сцену иным жанрам, в первую очередь нарождавшейся социальной комедии (пьесы А. Н. Островского). В конце жизни её муж разорился и вскоре умер, оставив Надежду Васильевну вести весьма скромное существование на свою пенсию, положенную ей, как актрисе императорских театров.
Скончалась в 1899 году в Санкт-Петербурге. Похоронена в Сергиевой Приморской пустыни возле могилы своих родителей. В 1931 г. перезахоронена в Некрополе мастеров искусств.